# Sistema de carros de cabo de São Francisco

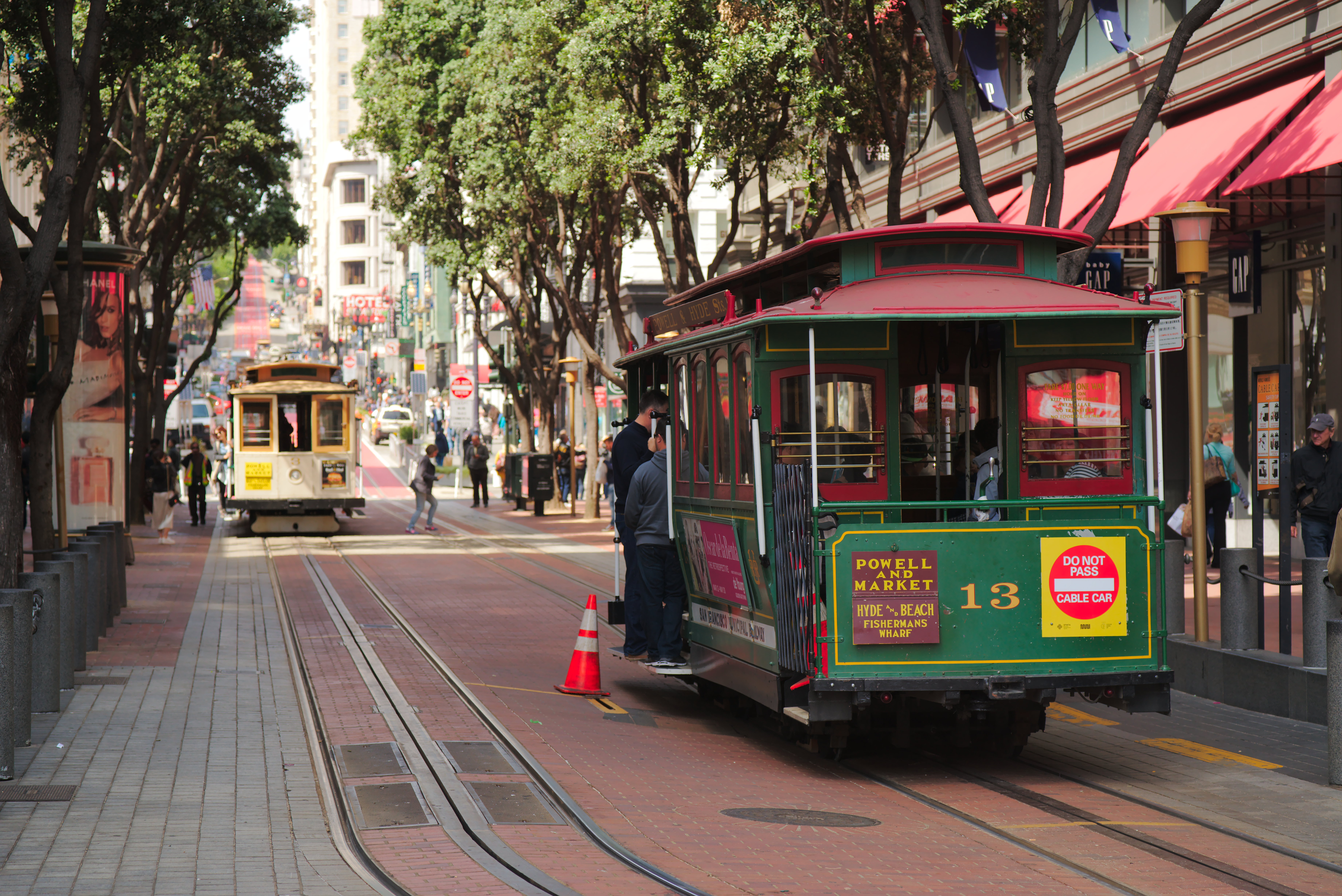
Carruagens de cabos na Powell Street.

O sistema de carros de cabo de São Francisco é o último sistema de carruagem de cabos operado manualmente. Um ícone de São Francisco, o sistema faz parte da rede de transporte urbano intermodal operada pela San Francisco Municipal Railway. Das 23 linhas estabelecidas entre 1873 e 1890, restam apenas três (uma das quais combina partes de duas linhas anteriores): duas rotas do centro da cidade, perto de Union Square até Fisherman's Wharf, e uma terceira rota ao longo da California Street. 
Enquanto os bondes são usados, até certo ponto, pelos passageiros, a grande maioria de seus 7 milhões de usuários anuais são turistas. Eles estão entre as atrações turísticas mais importantes da cidade, junto com a Ilha de Alcatraz, a Ponte Golden Gate e o Fisherman's Wharf. O sistema está listado no Registro Nacional de Lugares Históricos.